# Особливих прикмет немає
«Особливих прикмет немає» (рос. «Особых примет нет» / пол. Znaków szczególnych brak) — радянсько-польський художній фільм 1978 року. Фільм розповідає про життя та діяльність Фелікса Дзержинського.

## Сюжет
1902—1905 роки. Фелікс Дзержинський, засланий до Сибіру, на одному з пересильних пунктів піднімає бунт і з кількома товаришами біжить до Варшави, де його безуспішно шукають жандарми. Його вдається схопити лише під час однієї з демонстрацій.

## У ролях
- Петро Гарлицький — Фелікс Дзержинський (Юзеф)
- Данута Ковальська — Олена Гуровська, агент охоронки, коханка Володимира Карловича Ноттена, курсистка
- Андрій Миронов — Гліб Віталійович Глазов, підполковник Варшавської охоронки, заступник Шевякова
- Павло Панков — Володимир Іванович Шевяков, начальник Варшавської охоронки, полковник (озвучив Ігор Єфімов)
- Єжи Маталовський — Володимир Карлович Ноттен, літератор
- Агата Жешевська — Юлія Гольдман, варшавська підпільниця, наречена Дзержинського
- Еве Ківі — Альдона, сестра Дзержинського
- Донатас Баніоніс — Аркадій Михайлович Гартінг, завідувач закордонною агентурою (російської охоронки) в Берліні (озвучив Володимир Заманський)
- Віктор Шульгін — Захар Павлович Житомирський (Кузін), агент російської охоронки в Берліні
- Олег Басілашвілі — Кирило Прокопович Ніколаєв, російський мільйонер
- Юрій Медведєв — Джон Скотт, американський гувернер Ніколаєва (роль озвучив інший артист)
- Януш Клосиньський — Збігнєв Норовський, друкар
- Юрій Назаров — Іван Прохоров, підпільник
- Олег Відов — Михайло Сладкопєвцев (Анатоль Новожилов), втікач-засланець есер
- Барбара Баргеловська — Роза Люксембург
- Вітаутас Паукште — Август Бабель
- Марек Новаковський — Вінцент, варшавський підпільник
- Анджей Василевич — Мацей Грибас, варшавський підпільник
- Валентин Нікулін — Казимир Карбовський, зв'язковий-підпільник, п'яниця
- Олександр Пороховщиков — Борис Савинков
- Андрій Ростоцький — Іван Каляєв
- Григорій Абрикосов — Азеф
- Ігор Кашинцев — австрійський генерал Штайнер
- Борис Іванов — В. К. Плеве, міністр
- Михайло Погоржельский — П. Д. Святополк-Мирський, міністр
- Іван Бичков — буфетник на вокзалі
- Єжи Цнота — польський шахтар-націоналіст (озвучив Ігор Ясулович)
- Тетяна Новицька — покоївка
- Олексій Бахарь — офіцер
- Григорій Лямпе — агент Варшавської охоронки
- Тадеуш Теодорчик — епізод
- Михайло Чигарьов — Сазонов (Василь Сироткін), есер
- Маріан Лонцький — Юліан Маршлевський
- Валентин Кулик — фон Зауріх, офіцер поліції
- Єжи Моес — шпик
- Кристіна Мацієвська-Запасевич — Ванда
- Юліуш Любич-Лісовський — Кроссовський
- Мечислав Яновський — епізод
- Володимир Ферапонтов — виконавець романсу під гітару
- Іван Турченко — Шарашников, жандарм
- Георгій Шаповалов — провідник в поїзді
- Віктор Волков — шахтар

## Знімальна група
- Режисер — Анатолій Бобровський
- Сценарист — Юліан Семенов
- Оператори — Богуслав Лямбах, Сергій Зайцев
- Композитор — Анджей Кожиньський
- Художники — Євген Черняєв, Єжи Скшепиньський